# Cis versicolor
Cis versicolor är en skalbaggsart som beskrevs av Thomas Casey 1898. Cis versicolor ingår i släktet Cis och familjen trädsvampborrare. Inga underarter finns listade i Catalogue of Life.